# Eurenerbach
Der Eurenerbach ist ein linker Zufluss der Mosel in Trier-Euren, Rheinland-Pfalz.
Er hat eine Länge von 4,372 Kilometern, ein Wassereinzugsgebiet von
8,591 Quadratkilometern und die Fließgewässerkennziffer 26516.
Er entspringt auf etwa 310 Meter über NN, fließt durch Trier-Euren und mündet in Höhe der Staustufe Trier.